# Jota Scorpii
Jota Scorpii (ι Scorpii, förkortat Jota Sco, ι Sco), som är stjärnans Bayerbeteckning, är en stjärna belägen i sydöstra delen av stjärnbilden Skorpionen. Den har en skenbar magnitud på 3,03, och är synlig för blotta ögat. Baserat på parallaxmätningar har det beräknats att den befinner sig på ett avstånd av ca 1 930 ljusår (ca 590 parsek) från solen med en felmarginal på 9 procent. 

## Nomenklatur
Jota Scorpii anges ibland med namnet Apollyon. Den delar sin beteckning med en annan stjärna, Jota2 Scorpii, som har en skenbar magnitud av +4,82 och även den synlig för blotta ögat.

## Egenskaper
Jota Scorpii har spektralklass F2 Ia, med luminositetsklass "Ia", vilket betyder att den är en superjättestjärna mer lysande än typiska superjättar. Den har omkring 12 gånger solens massa. Radien är osäker med uppskattningar från 125 till 400 gånger den hos solen. Den har en utstrålning av energi från dess yttre sikt som är ca 35 000 gånger större än solens ljusstyrka vid en effektiv temperatur på ca 7 000 K, vilket ger den en gulvit färg som karakteriserar en stjärna av typ F.
Jota Scorpii har en följeslagare av 10:e magnituden med en vinkelseparation av 37,5 bågsekunder, vilket vid distansen för denna stjärna ger den en projicerad separation av 20 000 astronomiska enheter (AE). Eftersom den relativa separationen av de två stjärnorna längs siktlinjen till jorden inte är känd, representerar detta avstånd endast ett minimivärde för deras separation.